# Essai vidéo
Ne doit pas être confondu avec Essai cinématographique.
Un essai vidéo est un contenu vidéo qui, tout comme un essai écrit, avance un argument. Les essais vidéo tirent cependant parti de la structure et des codes du cinéma pour avancer et soutenir leurs arguments.

## Popularité
Bien que le média ait ses racines dans le milieu académique, sa popularité augmente considérablement avec l'avènement des plateformes de partage de vidéos en ligne comme YouTube et Vimeo. Alors que la plupart de ces vidéos sont destinées au divertissement, certains affirment qu'elles peuvent également avoir un but académique.

## Essayistes vidéo notables
Parmi les exemples fréquemment cités d'essayistes vidéo se trouvent Every Frame a Painting (une série sur le montage au cinéma par Tony Zhou et Taylor Ramos) et Lindsay Ellis (critique américaine des médias et de cinéma) qui s'est inspiré du travail de Zhou et Ramos,,,,.
Des sites Web comme StudioBinder, MUBI et Fandor ont également des rédacteurs contributeurs qui fournissent leurs propres essais vidéo. L'un de ces contributeurs, Kevin B. Lee, contribue à affirmer le statut des essais vidéo en tant que forme légitime de critique de film en tant qu'essayiste vidéo en chef pour Fandor de 2011 à 2016.
Parmi les autres vidéo-essayistes figurent le cinéaste américano-coréen Kogonada, la spécialiste du cinéma britannique Catherine Grant, le commentateur culturel canadien JJ McCullough et la sociologue des médias français Chloé Galibert-Laîné,. Sur des sujets plus vastes que le cinéma, comme la critique de jeux vidéo ou le commentaire de faits de société comme le mouvement antivax ou la Flat Earth Society, des vidéastes comme Hbomberguy ou Folding Ideas sont également cités,,.

## Critique
Certains font valoir que les essais de personnalités de YouTube, bien que bien produits, peuvent être des articles d'opinion et que l'analyse desdites vidéos peut être considérée comme un fait par le spectateur en raison de leurs prestations académiques convaincantes.

## Études
En 2014, MediaCommons et Cinema Journal, la publication officielle de la Society for Cinema Studies, se sont associés pour créer [in]Transition, la première revue consacrée exclusivement à la publication avec comité de lecture de travaux universitaires vidéographiques. La revue est conçue non seulement comme un moyen de présenter une sélection d'œuvres vidéographiques, mais aussi de créer un contexte pour la comprendre — et la valider — en tant que nouveau mode d'écriture savante pour la discipline des études cinématographiques et médiatiques et les domaines connexes.
En 2018, Tecmerin: Revista de Ensayos Audiovisuales est créée et il s'agit donc de la seconde publication académique évaluée par des pairs exclusivement consacrée à la critique sous forme vidéographique. La même année, Will DiGravio lance le podcast Video Essay Podcast, avec des interviews d'essayistes vidéo de premier plan.
En 2021, le projet de recherche Video Essay. Futures of Audiovisual Research and Teaching financé par le Fonds national suisse débute, dirigé par le spécialiste des médias et essayiste vidéo Johannes Binotto, avec Chloé Galibert-Laîné, Oswald Iten et Jialu Zhu comme chercheurs principaux.